# Pierre Véry

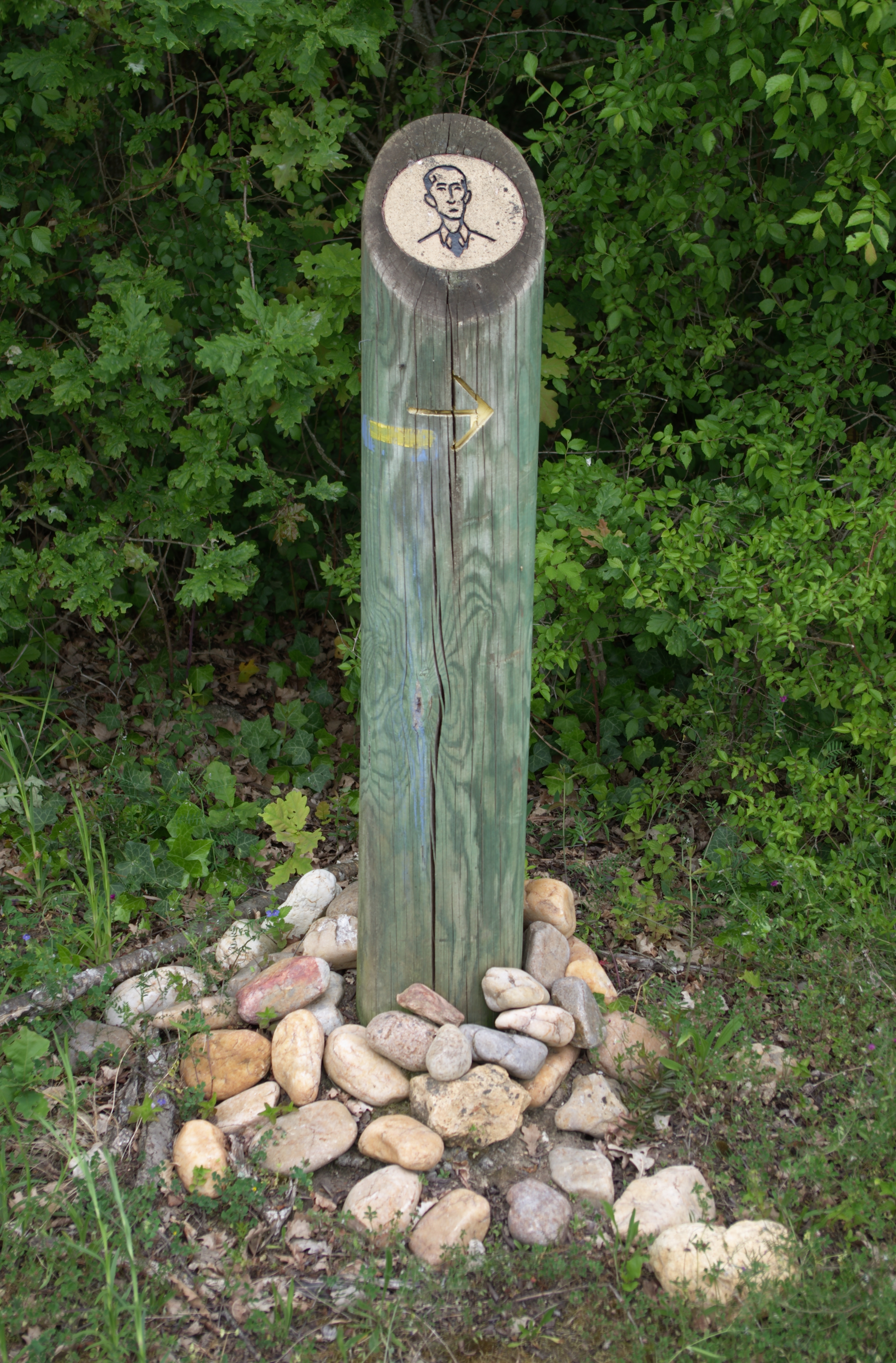
Einer der Absteckpfähle des Pierre-Véry-Weges in Bellon

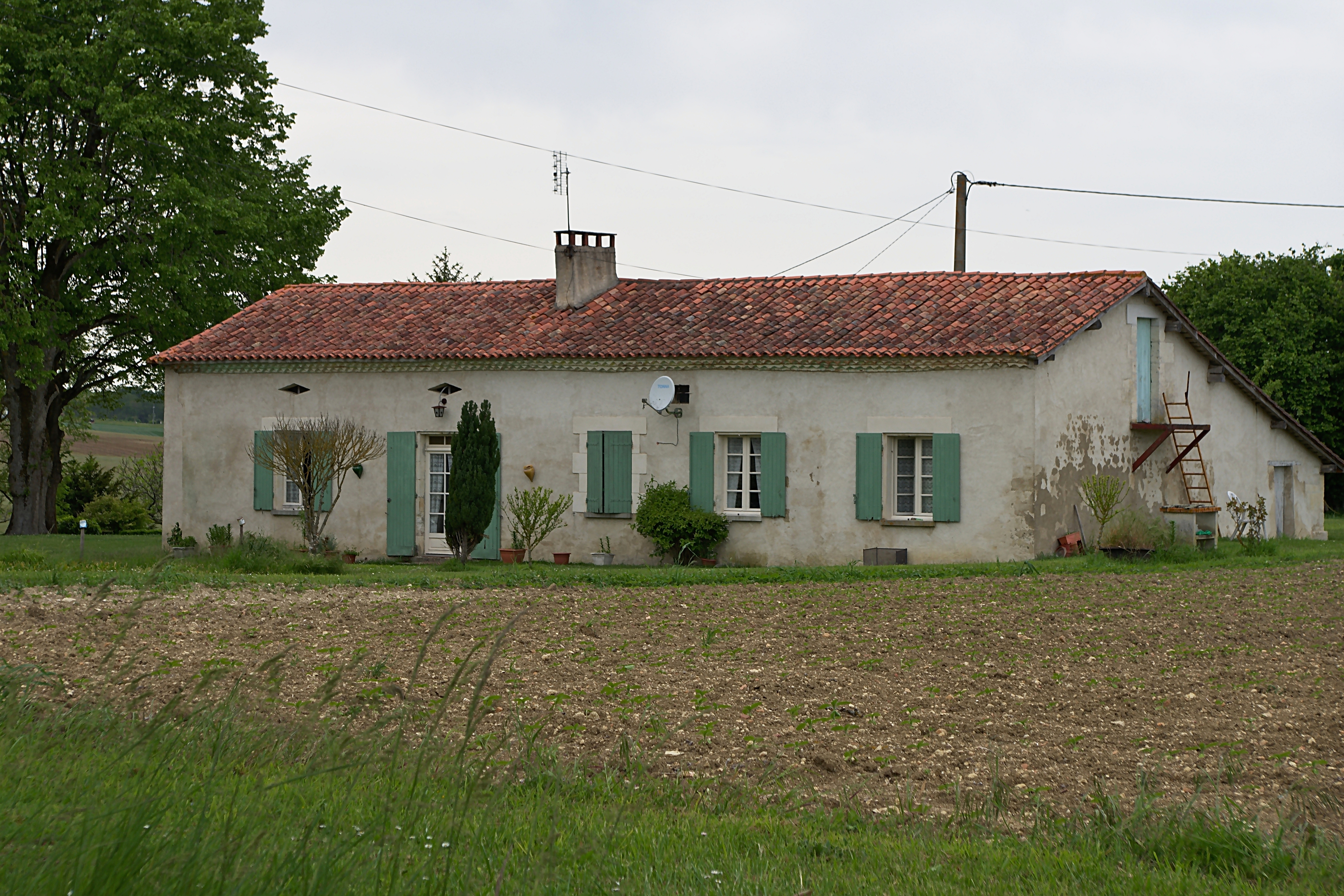
Pierre-Véry-Weg (Bellon): Haus von Prosper Châtaignier

Pierre Véry (* 17. November 1900 in Bellon, Département Charente; † 12. Oktober 1960 in Paris) war ein französischer Schriftsteller und Drehbuchautor. Zu seinen bekanntesten Romanen gehören Les Disparus de Saint-Agil, Goupi-Mains rouges und L'Assassinat du Père Noël, die mit Erfolg fürs Kino verfilmt wurden. Als Autor von Kriminalromanen hat er auch Jugendbücher geschrieben.

## Biographie
Pierre Véry wurde 1900 auf einem Bauernhof in der Gemeinde Couret in Bellon bei Aubeterre-sur-Dronne im Département Charente geboren. Während der Lektüre von Jules Verne und Thomas Mayne Reid, Erckmann-Chatrian und Onésime Reclus lebte er dort die ersten zwölf Jahre seines Lebens. Die Charenter Landschaften werden den Hintergrund von Pont-Egaré, von Goupi-Mains rouges und von Métamorphoses bilden. Die Vorliebe des jungen Pierres für die Fiktion stammte von seiner Mutter. Schon seine früheste Jugend war erfüllt von lokalen Legenden, die dann seinem Romanuniversum Stoff liefern werden. Der Vater, ein pragmatischerer Mensch, ehemaliger Bürgermeister von Condé-sur-Noireau, war Mathematiklehrer, der wegen seiner politischen Aktivitäten schließlich seine Stelle verlor.
Nach Condé-sur-Noireau et Angoulême, wo er Gymnasiast war, wurde er 1913 Schüler im Internat von Sainte-Marie de Meaux, das Jahr, in dem er seine Mutter verlor. Zur selben Zeit gründete er die Geheimgesellschaft der Chiche-Capon, deren Ziel es war, Mittel zu beschaffen, um sich nach Amerika zu begeben, und die den erwachsenen Véry zu seinen Romanen Les Disparus de Saint-Agil und Les Anciens de Saint-Loup inspirieren wird. 1915 kam er wieder zu seinem Vater, wohnhaft in Paris, 111 Rue Lauriston; dieser war inzwischen Stoffhändler geworden.
Mehrere Berufe später und nach einigen Radrennen und abgebrochenen Weltreiseversuchen mit seinem Freund Pierre Béarn eröffnete Pierre Véry 1914 die Galerie du Zodiaque, eine Angebotsbuchhandlung, gelegen in der Rue Monsieur-le-Prince in Paris. Bis 1932, das Datum, an dem er die Buchhandlung Pierre Béarn überließ, sah er viele Schriftsteller vorbeikommen, und insbesondere die, die in der Rue de l'Odéon regelmäßig das Maison des amis du livre (Das Haus der Bücherfreunde) oder Shakespeare and Company besuchten: André Gide, Valery Larbaud, René Trintzius. Er versuchte sich auch an literarischem Journalismus für das Journal litteraire  und Paris-Journal und schrieb weiterhin für sich selbst. Während dieser Periode hatte er Umgang mit Marcel Achard, Maurice Féaudierre, Georges Charensol, dann, in der Mitte der 1930er, Paul Gilson, Nino Frank und Roger Régent.
Er leitete seine literarische Karriere ein, indem er Novellen veröffentlichte und unter den Pseudonymen T. Tremeur und Simon Périgord kurze Artikel für diverse Zeitschriften verfasste. 1929 erschien sein erster Roman Pont-Égaré, der einen Achtungserfolg errang und sich in der Auswahl der Literaturpreise "Prix Renaudot" und "Prix Fémina" wiederfindet. Im folgenden Jahr erhielt er den ersten Preis für Abenteuerromane: den "Prix du Roman d’Aventures" für Le Testament de Basil Crookes, einem in der Kollektion "Le Masque" unter dem Pseudonym Toussaint-Juge veröffentlichten Kriminalroman, obwohl ein Fehler des Herausgebers im Innern des Werkes den Namen Pierre Véry enthüllt. Angesichts der positiven öffentlichen Aufnahme zögerte der Autor zwischen dem Wunsch, wieder ein "ernster" Autor zu werden oder sich entschlossen in der Kriminalfiktion zu engagieren, in der Hoffnung, deren Form zu erneuern. Die folgenden Romane Danse à l'ombre (1931), Les Métamorphoses (1931), Le Meneur de jeu (1933) und Clavier universel (1933) verraten seine Zweifel. 1934 wählte er schließlich den Kriminalroman und schuf die Figur des Prosper Lepicq, der in einem halben Dutzend von Ermittlungen auftauchte. Von diesem Zeitpunkt an entwickelte sich der eigene Stil von Véry, der seine Erzählungen selbst als "Romans de mystères" ("Geheimnisromane") bezeichnet. Tatsächlich kommen in seinen Werken wie in den Drehbüchern das Wunderbare und das Fantastische auf ganz einzigartige Art in Berührung mit der Angst und dem Abenteuer. Das begründete sein Markenzeichen. 1938 entdeckte das Publikum in größerem Umfang, dank des Kinos, mit der Verfilmung von Les Disparus de Saint-Agil den gleichnamigen Roman Disparus de Saint-Agil, der drei Jahre zuvor erschienen war.
In den 1950er Jahren wohnte er in der Rue du Boccador in Paris, wo er 1960 an einem Herzanfall starb. Er verbrachte regelmäßig seine Ferien in Saint-Romain (Charente), wo sein Vater einen Teil des Jahres lebte.

## Nachkommen
Aus seiner Ehe mit Jeanne Rouvin hatte Pierre Véry drei Kinder: Madeline, Dominique und Noël. Noël Véry, bekannter Kameramann und Initiator der Steadicam in Frankreich, kümmert sich aktiv um die Erinnerung an das Werk seines Vaters.

## Werk

### Romane

#### ReiheProsper Lepicq
- Meurtre Quai des Orfèvres (1934)
- Monsieur Marcel des pompes funèbres (1934)
- L'Assassinat du père Noël
- Le Réglo (1934)
- Les Disparus de Saint-Agil (1935)
- Le Gentleman des antipodes (1936)
- Le Thé des vieilles dames (1937)

#### ReiheGoupi-Mains rouges
- Goupi-Mains rouges (1937)
- Goupi-Mains rouges à Paris (1948)

#### Andere Kriminalromane
- Le Testament de Basil Crookes (1930)
- Le Baron Gaude, détective (1933)
- Clavier universel (1933)
- Le Meneur de jeu (1934)
- Les Quatre Vipères (1934)
- Les Trois Claude (1936)
- Mam'zelle Bécot (1937)
- Monsieur Malbrough est mort (1937)
- L'Inspecteur Max (1937)
- Série de sept (1938)
- Madame et le mort (1940)
- Mort depuis 100 000 ans (1941)
- L'assassin a peur la nuit (1942)
- L'Inconnue du terrain vague (1943)
- Histoire de brigands (1943)
- Les Anciens de Saint-Loup (1944)
- Léonard ou les Délices du bouquiniste (1946)
- Le Costume des dimanches (1948)
- La Route de Zanzibar (1949)
- Un grand patron (1951)
- Le Guérisseur (1954)

#### Andere Romane
- Pont-Égaré (1929)
- Danse à l’ombre (1931)
- Les Métamorphoses (1931)
- Le Pays sans étoiles (1945), fantastische Erzählung
- Au royaume des feignants (1946), Zukunftsroman
- La Révolte des Pères Noël (1959), politische Fiktion

### Novellen

#### Novellensammlungen
- Les Veillées de la Tour Pointue (1937)
- Cinéma, cyanure, et compagnie (1954)
- Tout doit disparaître le 5 mai (1961), posthume Science-Fiction-Novellensammlung

#### Novellen der ReiheProsper Lepic
- Police technique[1] (1935)
- Prenez garde aux ballons rouges[2] (1939)
- La Dame des musées[3] (1939)

### Kinder- und Jugendliteratur
- Signé : Alouette (1960)
- Les Héritiers d'Avril (1960)

### Andere Veröffentlichungen
- Lettre d'excuses à un assassin de romans policiers (2005)[4]

## Filmografie

### Drehbuchautor
- 1941: L'Enfer des anges
- 1942: Pension Jonas
- 1942: Mélodie pour toi
- 1946: Le Pays sans étoiles
- 1946: Martin Roumagnac
- 1948: Die Kartause von Parma (La Chartreuse de Parme)
- 1948: Le Carrefour des passions
- 1949: Suzanne et ses brigands
- 1949: Le Paradis des pilotes perdus
- 1949: Singoalla – die Zigeunerin (Singoalla)
- 1950: Les Anciens de Saint-Loup
- 1950: Es geschah in Paris (Souvenirs perdus)
- 1951: Chefarzt Dr. Delius (Un grand patron)
- 1953: Liebe ohne Gnade (L'Esclave)
- 1953: Der Arzt und das Mädchen (Le Guérisseur)
- 1954: Papa, Mama, Katrin und ich (Papa, maman, la bonne et moi)
- 1955: Papa, Mama, meine Frau und ich (Papa, maman, ma femme et moi)
- 1957: Mademoiselle Strip-tease – Regie: Pierre Foucaud
- 1958: Polizeiaktion Dynamit (Échec au porteur)
- 1958: Die Abenteuer des kleinen Rémi (Sans famille)
- 1961: Par-dessus le mur – Regie: Jean-Paul Le Chanois
- 1961: Aladins Abenteuer (Le meraviglie di Aladino)

### Verfilmungen seiner Werke
- 1938: Das Geheimnis von St. Agil (Les Disparus de Saint-Agil)
- 1941: Mord am Weihnachtsabend (L'Assassinat du père Noël)
- 1942: L'assassin a peur la nuit
- 1943: Eine fatale Familie (Goupi Mains Rouges)
- 1943: Madame et le Mort
- 1946: Le Pays sans étoiles
- 1950: Les Anciens de Saint-Loup
- 1951: Un grand patron
- 1957: L'Assassinat du père Noël
- 1967: Signé alouette (Fernsehfilm)
- 1976: Le Gentleman des Antipodes (Fernsehfilm)
- 1990: Les Disparus de Saint-Agil (Fernsehfilm)
- 1994: Goupi mains rouges (Fernsehfilm)